# Косара Хриселийска
Косара Хриселийска (Kosara, Cossara) е българска царица, от 970 г. първа съпруга на цар Самуил.
Тя е дъщеря на Йоан Хриселий, благородник (proteuon) от Дирахиум (Драч).
След нейната смърт цар Самуил се жени за Агата, но по всяка вероятност от Косара са му дъщерите Мирослава, Теодора Косара и най-малката Деница.